# Lygodactylus
Lygodactylus es un género de gecos de la familia Gekkonidae. Son gecos pequeños y diurnos que se encuentran principalmente en África (al sur del Sahara) y Madagascar (varias especies son endémicas), a excepción de dos especies que se encuentran en Sudamérica.

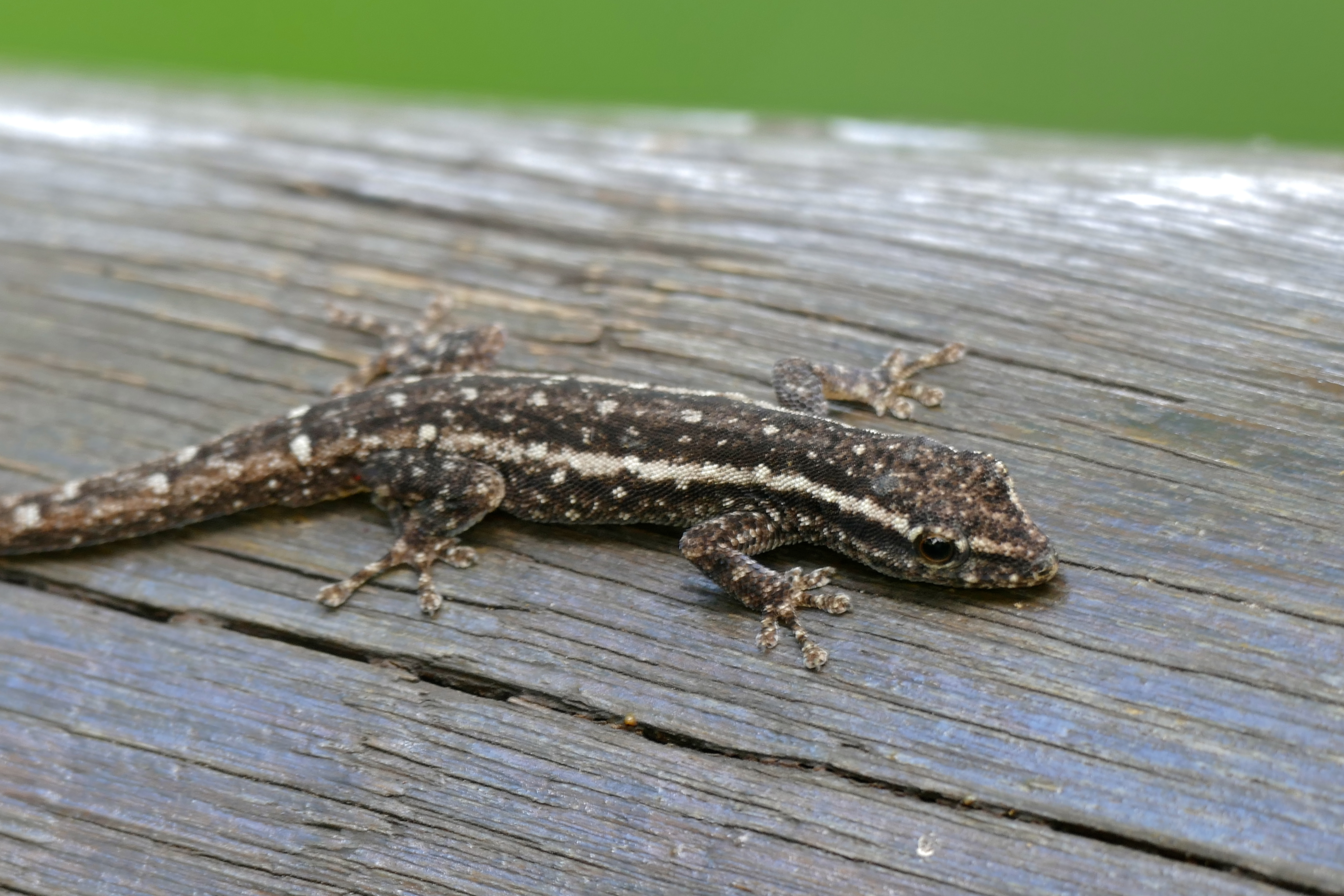
Lygodactylus capensis.

## Especies
Se reconocen las 63 especies siguientes:
- Lygodactylus angolensis Bocage, 1896
- Lygodactylus angularis Günther, 1893
- Lygodactylus arnoulti Pasteur, 1965
- Lygodactylus bernardi Fitzsimons, 1958
- Lygodactylus bivittis (Peters, 1883)
- Lygodactylus blancae Pasteur, 1995
- Lygodactylus blanci Pasteur, 1967
- Lygodactylus bradfieldi Hewitt, 1932
- Lygodactylus broadleyi Pasteur, 1995
- Lygodactylus capensis (Smith, 1849)
- Lygodactylus chobiensis Fitzsimons, 1932
- Lygodactylus conradti Matschie, 1892
- Lygodactylus conraui Tornier, 1902
- Lygodactylus decaryi Angel, 1930
- Lygodactylus depressus Schmidt, 1919
- Lygodactylus expectatus Pasteur & Blanc, 1967
- Lygodactylus fischeri Boulenger, 1890
- Lygodactylus grandisonae Pasteur, 1962
- Lygodactylus graniticolus Jacobsen, 1992
- Lygodactylus gravis Pasteur, 1965
- Lygodactylus grotei Sternfeld, 1911
- Lygodactylus guibei Pasteur, 1965
- Lygodactylus gutturalis (Bocage, 1873)
- [[Lygodactylus herilalai] Vences, Multzsch, Zerbe, Gippner, Andreone, Crottini, Glaw, Köhler, Rakotomanga, Rasamison & Raselimanana, 2024[3]
- Lygodactylus heterurus Boettger, 1913
- Lygodactylus howelli Pasteur & Broadley, 1988
- Lygodactylus inexpectatus Pasteur, 1965
- Lygodactylus insularis Boettger, 1913
- Lygodactylus intermedius Pasteur, 1995
- Lygodactylus keniensis Parker, 1936
- Lygodactylus kimhowelli Pasteur, 1995
- Lygodactylus klemmeri Pasteur, 1965
- Lygodactylus klugei (Smith, Martin & Swain, 1977)
- Lygodactylus lawrencei Hewitt, 1926
- Lygodactylus luteopicturatus Pasteur, 1964
- Lygodactylus madagascariensis (Boettger, 1881)
- Lygodactylus manni Loveridge, 1928
- Lygodactylus methueni Fitzsimons, 1937
- Lygodactylus miops Günther, 1891
- Lygodactylus mirabilis (Pasteur, 1962)
- Lygodactylus mombasicus Loveridge, 1935
- Lygodactylus montanus Pasteur, 1965
- Lygodactylus morii Vences, Multzsch, Zerbe, Gippner, Andreone, Crottini, Glaw, Köhler, Rakotomanga, Rasamison & Raselimanana, 2024[3]
- Lygodactylus nigropunctatus Jacobsen, 1992
- Lygodactylus ocellatus Roux, 1907
- Lygodactylus ornatus Pasteur, 1965
- Lygodactylus pauliani Pasteur & Blanc, 1991
- Lygodactylus picturatus (Peters, 1871)
- Lygodactylus pictus (Peters, 1883)
- Lygodactylus rarus Pasteur & Blanc, 1973
- Lygodactylus regulus Portik, Travers, Bauer & Branch, 2013
- Lygodactylus rex Broadley, 1963
- Lygodactylus roavolana Puente, Glaw, Vieites & Vences, 2009
- Lygodactylus scheffleri Sternfeld, 1912
- Lygodactylus schwitzeri Vences, Multzsch, Zerbe, Gippner, Andreone, Crottini, Glaw, Köhler, Rakotomanga, Rasamison & Raselimanana, 2024[3]
- Lygodactylus scorteccii Pasteur, 1959
- Lygodactylus somalicus Loveridge, 1935
- Lygodactylus stevensoni Hewitt, 1926
- Lygodactylus thomensis (Peters, 1881)
- Lygodactylus tolampyae (Grandidier, 1872)
- Lygodactylus tuberosus Mertens, 1965
- Lygodactylus verticillatus Mocquard, 1895
- Lygodactylus waterbergensis Jacobsen, 1992
- Lygodactylus wetzeli (Smith, Martin & Swain, 1977)
- Lygodactylus williamsi Loveridge, 1952